# Аратинга вогнистогрудий
Аратинга вогнистогрудий (Aratinga jandaya) — вид папугоподібних птахів родини папугових (Psittacidae). Ендемік Бразилії.

## Назва
Видова назва jandaya походить з мови тупі та означає «галасливий крикун».

## Поширення
Вид поширений на північному сході Бразилії. Трапляється в штатах Піауї, Мараньян, Токантінс і Сеара, а також у частинах Гояс і Пара. Мешкає в низинних листяних лісах і пальмових гаях.

## Опис
Птах має довжину 30 см (12 дюймів) і важить 125—140 г. Дуже барвистий папуга: у нього золотисто-жовта голова та груди з яскраво-помаранчевою маскою навколо очей; зелені спина, крила і хвіст; зелені махові пера з синіми і чорними кінчиками; біле навколоочне кільце, коричнева райдужка; чорні дзьоб і ноги. У нижній частині змішуються жовтий і блідо-зелений.

## Спосіб життя
Як правило, живе лише парою або невеликими зграями від 30 до 50 особин, які шукають притулку та захисту в первинному лісі. Гніздування відбувається в дуплах дерев, де самиця відкладає 3—4 яйця, які починає висиджувати після відкладання останнього. Інкубація зазвичай триває 28 днів, а молодняк оперяється приблизно через 8 тижнів після вилуплення.